# 心理的安全性
心理的安全性（しんりてきあんぜんせい、英語: Psychological safety）とは、アイデアや質問、懸念、疑問、間違いを発言しても、罰せられたり、恥をかかされたりすることはないという心理的概念である。チームにおいては、他のメンバーから恥をかかされることなくリスクを取ることができるとチームメンバーが信じていることを指す。心理的に安全なチームでは、メンバーは受け入れられ、尊重されていると感じ、より良い「職場での経験」に貢献する。集団力学やチーム学習において、効果が高いとされている。
心理的安全性は、組織やチームにさまざまな形で利点がある。チームが心理的安全性による結果は、経験的に裏付けられている。
心理的安全性の効果に関する研究のほとんどは利点に焦点を当ててきたが、欠点もあるという報告もある。
心理的安全性は、心理学、行動管理、リーダーシップ、チームマネジメント、そして医療の分野において重要なトピックである。さまざまな地域や国で行われた多くの実証研究の結果は、心理的安全性が職場の有効性において重要な役割を果たすことを示している (Edmondson and Lei, 2014)。心理的安全性は、アイデアや活動を共有し促進する重要な役割を果たすことがわかっている。また、近年では、学習とイノベーションの必要性が高まっているため、チームや組織の学習においても、より重要な組織現象となっている。

## 歴史
「心理的安全性」という用語は、1950年代に心理学者であり心理療法家であるカール・ロジャーズによって、個人の創造性を育むために必要な条件を確立するという文脈で産み出された。ロジャーズによれば、心理的安全性は3つのプロセスに関連している。「個人を無条件の価値ある存在として受け入れること」「外部からの評価が存在しない風土を提供すること」「共感的に理解すること」である。オハイオ・ウェスリアン大学の心理学教授のヒューバート・ボナーは、感情的な安心（security）に対する人間のニーズという文脈でこの用語を使用した。ボナーは、「生理的欲求や安全欲求に加えて、個人は安心感を得るために何かを信じる必要があり、不都合な真実を目の当たりにしても、信念にしがみつくことさえある、それは「心理的安全性」を提供するからだ」と主張している。
1965年、シャインとベニスは、組織変革のための「ラボラトリートレーニング」や「トレーニンググループ（Training Group）」について、「恐怖を感じることなく、十分な保護のもとで（実験主義が含意するように）チャンスをつかむことができる雰囲気づくりが重要であり、その結果、暫定的な試みを奨励し、報復、放棄、罪悪感なしに失敗を許容する風土が醸成される」と定義した。
1982年、デミングの「経営のための14箇条の第8条」では、「恐怖心をなくせ。そうすれば誰もが会社のために効果的に働くことができる」と主張している。テイラー主義的な経営アプローチとは対照的に、懸念を提起することが対人関係上安全な環境を作り出し、質の高いビジネス成果を実現するために極めて重要であるという認識を強調している。
1990年代、カーンは、心理的安全性について議論した。彼の研究によると、心理的安全性によって、人々が「物理的、認知的、感情的に自身を投入または表現する」ことを可能にすることを示した。これは、組織の安全文化やトヨタ生産方式といった、当時の経営概念の影響を受け、心理的安全性にもアンドンコードの導入を提起し、従業員が問題や懸念を提起する権限を明示的にした。

## 社会的側面
心理的安全性は集団によって引き起こされる現象である。チームが成果を出す仕組みを分析する研究では、『信頼（インプット）→活動（プロセス）→結果（アウトプット）』というIPOモデルがよく使われます。このモデルに基づくと、『心理的な安心感（心理的安全性）』がチームに信頼（インプット）を与え、それが『チーム内での学び（チーム学習）』という活動（プロセス）を促し、結果としてチーム全体の『成績（パフォーマンス）』向上につながる、と考える研究もあります。
心理的安全性の重要な先行要因は信頼（インプット）であり、知識共有において重要な役割を果たすとともに、部分的に活動（プロセス）役割も担っている (Zhang et al., 2010)。多くの研究が、心理的安全性が、組織的文脈、チーム特性、チームリーダーシップといった先行要因（IPOモデルにおける信頼（インプット）に類似）と、チームによるイノベーション、パフォーマンス、学習、改善といったアウトカム（IPOモデルにおける結果（アウトプット）に類似）との関係に関係していることを示している。心理的安全性は、チームの結果（アウトプット）を説明する上で重要な効果を持つが、調整変数としての役割も果たす。ただし、心理的安全性の効果は、どんな状況でも同じように発揮されるわけではない。例えば、チームメンバーがそれぞれ独立して作業しており、お互いにあまり連携する必要がない（相互依存が低い）ような特定の状況下では、たとえ心理的安全性が高くても、チーム全体の学び（学習）には繋がりにくい場合がある。
チームメンバーが仕事で意欲を持ち、パフォーマンスを改善するためのアイデアを共有したいと思っても、厳しく評価されることを恐れて発言しないことがよくある。心理的安全性が確保されている場合、メンバーは新しいアイデアや他の人とは違う意見を言うことに対しての反論に過度に心配しなくなります。結果として、心理的に安全であると感じ、その結果、チームや会社をより良くしたいという意欲があれば、安心して積極的に意見を言えるようになる。
心理的安全性は、信頼や心理的なマインドフルネスといったより確立された概念と混同しやすい。まず、『信頼』が主に「あの人は信用できるか？」という特定の相手への見方に焦点を当てるのに対し、『心理的安全性』は「このグループでは安心して発言や挑戦ができるか？」という集団全体の雰囲気に対する認識を指す。また、『信頼』は個人間の関係で考えられることが多い一方、『心理的安全性』はチームや部署といったより大きな集団に対して感じられるものである。（例えば、医者が特定の同僚を信頼するのとは別に、病院という組織全体に対して「ここでは安心して意見が言える」と感じるような場合）
さらに時間感覚も異なり、『心理的安全性』が「今、この場で」の安心感に近い感覚であるのに対し、『信頼』は「これから先も大丈夫だろう」という将来への期待を含む感覚であることが異なる点である。このように、心理的安全性と信頼の概念の違いは、制度的/組織的な研究文脈で確立されつつあり、そこでは信頼は一人の人間が他の人間について持つ信念や見方に焦点を当てるのに対し、心理的安全性はより大きな社会集団のメンバーがグループ内の他のメンバーからどのように見られていると考えるかによって定義される。

マインドフルネスもまた、心理的安全性とは異なる。マインドフルネスは自分の周囲に気づいていることに関するものであるが、心理的安全性はグループ内で尊重されることに焦点を当てている。さらに、チーム学習の場面における心理的安全性については、グループが外部に情報を共有することを通じて周囲に適応することと定義される。しかし、マインドフルネスは個人が自身の環境について内部的に啓発されることであるので、意味的にことなる。

## 利点
心理的安全性の概念が創設されて以来、その利点に関する広範な実証研究が行われてきた。以下では、チームが心理的安全性により経験的に得られる利点について述べる。

### プロセスイノベーション成功の可能性向上
複数の研究が、企業のプロセスイノベーションの取り組みが中程度から全く成功しておらず、企業業績を改善できていないことを示している。心理的安全性は、プロセスイノベーションと企業業績の関係における効果的かつ重要な要因であることが示されている。これは、協力がプロセスイノベーションにおいて重要な要素であるためである。協力のためには、人々がアイデアを共有しても安全だと感じる環境を持つことが重要である。
心理的安全性は、「MPI：製造プロセスイノベーションパフォーマンス指標」に対して効果を持つことが示されている。チームメンバーが問題について発言しても安全だと感じ、全員の知識を使って問題解決に役立てる場合、これらのプロセスイノベーションの実施成功の可能性が高まるため、MPIを直接的に向上させる。また、情報共有のプロセスが確立されていることがチームの心理的安全性を高め、それがMPIの向上につながる。

### 失敗からの学習
病院の現場では、間違いを報告しても罰せられないとメンバーが信じていることは、ミスが検出される率が高いことと相関している。これは、心理的安全性が高いメンバーがミスについてより多く議論し、間違いを報告することに伴うリスクが少なくなる。その結果、他のメンバーが将来エラーを報告する意欲が高まるというサイクルを示している。

### 従業員エンゲージメントの向上
中国の製造会社の従業員を対象とした調査では、心理的安全性が、従業員が自分の考えを発言を促すことで、従業員エンゲージメントに間接的に影響を与えることがわかった。発言することに対する認識されたリスクが低い、つまり心理的安全性が高い場合、従業員は自分の意見を共有することに、より快適さを感じ、それが仕事へのエンゲージメントを高めることにつながる。

### チームのイノベーションと創造性の向上
中国の複数の産業の研究開発チームを調査した研究では、リーダーがチーム内の意見の対立などを協力的に解決しようとする姿勢（協調的な対立管理スタイル）が、チームのイノベーションパフォーマンスを高める効果があることを示している。そして、この効果が生まれる背景には「心理的安全性」が橋渡し役として存在していることが明らかになっている。
チーム内の意見の対立が生まれたとしても、オープンな話し合いや協力によって解決しようと務めることで、チーム内に「ここでは安心して意見が言える」「失敗しても大丈夫だ」といった心理的安全性が育まれる。チームの心理的安全性が高まることで、メンバーはより自由にアイデアを出したり、挑戦したりしやすくなり、チーム全体のイノベーションパフォーマンスがさらに向上する。
8つの組織の研究開発チームに所属する180人の従業員を調査した研究では、心理的安全性がリーダーシップと従業員の創造性に関係があることがわかった。リーダーがオープンで耳を傾ける姿勢を示すと、従業員は新しいアイデアを共有しても安全だと感じ、その結果、従業員の創造的な仕事への関与を高めるというものである。これは、従業員がアイデアや手順に疑問を呈したり、新しいアイデアや変更の提案を共有したりするなどの創造的な作業に従事しても効果的である。

## 欠点

### ポジティブ効果の変化：「良すぎること」効果
心理的安全性に関する研究の多くは、それがチームにもたらす利点に焦点を当ててきた。しかし、経営学における研究では、通常は望ましい結果と正の相関があるとされる先行要因が、最終的には関係が負に転じる点に達することを示唆している。これは「良すぎること」(TMGT: too-much-of-a-good-thing) 効果という。例えば、誠実性とパフォーマンスの間には逆U字型の関係があり、誠実性は最初はパフォーマンスに正の効果をもたらすが、過剰になるとパフォーマンスの低下につながる。

### 非倫理的行動の媒介
これらの潜在的な負の結果を調査したある研究では、功利主義が、心理的安全性のあるチームにおいて非倫理的行動に及ぼす影響があることが報告されている。心理的安全性のレベルが高い功利主義的なチームでは、不正行為のような非倫理的な行動に従事する可能性がより高いことが示されている。

### モチベーションの低下
最近の研究は、心理的安全性が、グループメンバーの仕事へのモチベーションとリスクテイクに対する負の効果が示されている。より高い心理的安全性は、グループメンバーが新しいアイデアについて発言したり、懸念を表明したりする可能性を低くし、また、学習し改善する可能性も低くなることがわかっている。

## 心理的安全性と説明責任
良いチームや組織文化を作るためには、「心理的安全性」と「説明責任」という二つの考え方が大切です。これらは違うものですが、お互いを補い合う関係にあるとされています。
エドモンドソン (1999) によると、心理的安全性は、メンバーが安心して意見を言ったり、間違いを認めたり、新しいことに挑戦（リスクを取ること）したりできる環境のことです。このようなオープンな雰囲気があると、メンバーは様々な考えやアイデアを安心して共有しやすくなるため、結果としてチームの革新（イノベーション）、協力（コラボレーション）、そして学びが促されます。
それに対して「説明責任」とは、個人が自身の責任と行動に当事者意識（オーナーシップ）を持つことである。当事者意識とは、的確にタスクを終わらせることと、目標を達成することを意味する。 (Kegan & Lahey, 2016)。
このように、チームや組織の成功には、心理的安全性という「安心できる土壌」だけではなく、説明責任という「目標達成への責任感」の両方があって機能すると考えられている。
心理的安全性と説明責任の重なりは、高性能なチームを創造するという共通の目標にある。エドモンドソン (2019)が説明するように、心理的安全性は健全な説明責任の基盤である。なぜなら、それは個人が非難を恐れることなく、エラーを認め、助けを求め、間違いから学ぶことを可能にするからである。このダイナミクスは、Frazier et al. (2017)による研究と一致しており、高い心理的安全性を持つチームは、より高いレベルのパフォーマンスと説明責任も示すことを示している。これらを組み合わせることで、組織は支援と責任のバランスを取りながら課題を乗り越えることができる。この相乗効果により、個人は真に貢献する権限を与えられると同時に、自身のコミットメントを守る意欲も持ち、信頼、透明性、共有された成功の文化がもたらされる。

## チームにおける心理的安全性の向上
リーダーおよびチームのいくつかの側面は、チームメンバーの心理的安全性を高めることができる。リーダーシップの2つの側面が、心理的に安全なチームを作る上で特に役立つことが示されている。それらは、リーダーが以下を用いることである。
1. 参加型経営[33]
2. インクルーシブ・マネジメント[34][35]

また、チームの心理的安全性を向上させるのに役立つチームの2つの側面がある。それらは：
1. メンバーがチームでの自分の役割を理解している明確なチーム構成[36]
2. 凝集性の高いチームメンバー間の強い関係[37][38]

## 医療における心理的安全性
医療における心理的安全性は、退役軍人局医療センター（Veterans Affairs Medical Center）の実施プロセスで示されたように、階層型ハドル（tiered huddles）のような構造化された取り組みを通じて強化することができる。これらの階層型ハドルは、組織のすべてのレベルにわたる強固な協力とコミュニケーションを促進し、安全上の懸念をタイムリーに特定し解決することを可能にする。スタッフが報復を恐れることなく懸念を共有する権限を与えられていると感じる環境を育成することにより、これらのハドルは患者の安全と質の高いケアに大きく貢献する。この取り組みはまた、スタッフが問題を提起し対処するための心理的に安全な空間を作り出す上で、リーダーシップのコミットメントと継続的なフィードバックメカニズムの重要性を強調した。
心理的安全性の概念は、医療専門家がアイデアを共有し、間違いを認め、課題に取り組むことが安全だと感じる環境を育成する上で、その重要な役割を実証する研究によってさらに検証されている。この開放性は、病院のようなハイステークスな環境で不可欠なコミュニケーション、チームワーク、意思決定を強化する。さらに、心理的安全性は、高信頼性組織 (High reliability organization) の基礎要素として機能し、構造化されたコミュニケーション実践と継続的な学習の文化を通じて、より良い患者アウトカムと組織効率を保証する。